# Квортс Хил (Калифорнија)
Квортс Хил (енгл. Quartz Hill) насељено је место без административног статуса у америчкој савезној држави Калифорнија.

## Демографија
По попису из 2010. године број становника је 10.912, што је 1.022 (10,3%) становника више него 2000. године.
| Група             | 2000.         | 2010.         |
| Белци             | 7.337 (74,2%) | 6.798 (62,3%) |
| Афроамериканци    | 494 (5,0%)    | 795 (7,3%)    |
| Азијати           | 182 (1,8%)    | 303 (2,8%)    |
| Хиспаноамериканци | 1.511 (15,3%) | 2.689 (24,6%) |
| Укупно            | 9.890         | 10.912        |